# アイ・フィール・プリティ! 人生最高のハプニング
『アイ・フィール・プリティ! 人生最高のハプニング』（アイフィールプリティ じんせいさいこうのハプニング、I Feel Pretty）は、2018年のアメリカ合衆国のコメディ映画。監督はアビー・コーンとマーク・シルヴァースタイン、主演はエイミー・シューマーが務めた。コーンとシルヴァースタインにとって、本作は映画監督デビュー作となった。

## ストーリー
レネー・ベネットは化粧品会社（リリー・ルクレア社）のウェブサイト管理を行っていたが、周囲を困惑させるほど卑屈な性格であった。自分の容姿に自信がなく、謝罪してばかりの人生ではあったが、自分のオフィスが本社ではなくチャイナタウンのビルの地下室にあることだけには不満を抱いていた。その頃、ルクレア社は新しい受付嬢を募集していた。自分に魅力がないと思っていたバレットは当然のごとく応募してみようという気にならなかった。
そんなある日、レネーはソウルサイクルで汗を流していたが、自転車から落ちて頭を強打してしまった。意識を取り戻したレネーは自身が魅力的になっていることに気が付いた。事故前後でレネーの体型は一切変化していないのだが、審美眼だけが大きく変わってしまったのである。予期せぬ事故によって、レネーは自分に対する自信を得ることができ、幸福感に包まれた。精力的になったレネーは周囲との関わり方も変えていった。その第一歩として、レネーはルクレア社の受付担当に応募することにした。面接でレネーの自信に溢れた姿を見たエイヴリー・ルクレア社長は彼女を受付担当に起用すると即断した。本人も自覚していなかったことだが、レネーの対人関係能力は非常に高いものであったため、広報の職はまさに彼女の天職とも言うべきものだった。レネーの仕事ぶりを見ていたエイヴリーの兄、グラントは彼女のセルフ・マネジメントのやり方に関心を抱いた。
ある日、レネーが通っているクリーニング店にテレビ業界で働く（イーサン）がやって来た。たまたま目が合っただけなのにも拘わらず、レネーはイーサンが自分に一目惚れしたと確信し、無理矢理電話番号を交換した。その後、イーサンから電話がかかってきた際に、レネーは勢いでデートの約束を取り付けた。デートの最中、イーサンはレネーの振る舞いに恐怖を感じていたことを認めた。バーでビキニコンテストが開催されていることを知ったレネーはそれに参加することにした。イーサンは「参加者の多くが細身なのに、太めの体型の彼女が参加して恥をかかないのだろうか」と心配になったが、まさかそれを口に出すわけにも行かなかった。ビキニを着たレネーは壇上で自虐ネタを披露し、太めの体型を逆手にとってワイルドなダンスを披露した。コンテストで勝てなかったレネーだったが、その表情はどこか晴れやかであった。その理由をイーサンが尋ねると、レネーは「自分は魅力的だと知っているし、他人の評価なんて気にしない」と答えた。自尊心を抱けずに長年思い悩んでいたイーサンは、この言葉を聞いてレネーに惚れ込んだ。レネーとイーサンは真剣に交際することになり、そのままベッドインした。
ある日の会議で、レネーは新製品を床に落としてしまった。慌てて拾い集めたレネーだったが、ブラシだけはどうしても見つからなかった。エイヴリーはルクレア社の製品にブラシは付いていないと説明した。その説明を聞いてレネーは驚き、「一般的に、中流層の女性はメイク用の道具を揃えていません。だから、安価な化粧品を買う人たちはブラシが付いているものだと思って買うんです」とエイヴリーに言った。今まで高価な化粧品を買ってきたエイヴリーら重役陣にとって、レネーの指摘は盲点だった。この一件で、レネーに対する社内の評価はますます高まることになった。
時間が経つにつれて、レネーが自信過剰であることの弊害が目立ってくるようになった。彼女は他者に対する配慮を欠くようになってしまったのである。

## キャスト
※括弧内は日本語吹替
- レネー・ベネット - エイミー・シューマー（渡辺直美[4]）
- エイヴリー・ルクレア - ミシェル・ウィリアムズ（園崎未恵）
- グラント・ルクレア - トム・ホッパー（加瀬康之）
- イーサン - ローリー・スコーヴェル（英語版）（宮内敦士）
- メイソン - エイドリアン・マルティネス（川津泰彦）
- マロリー - エミリー・ラタコウスキー（木下紗華）
- ヴィヴィアン - エイディ・ブライアント（堀越真己）
- ジェーン - ビジー・フィリップス（朴璐美）
- リリー・ルクレア - ローレン・ハットン（唐沢潤）
- ターシャ - サシーア・ザメイタ（英語版）（清水はる香）
- ヘレン - ナオミ・キャンベル（仲村かおり）

## 公開
本作は2018年6月29日に全米公開される予定だったが、試写会での好評を受けて、配給元のSTXエンターテインメントは全米公開日を同年4月27日に繰り上げた。しかし、その直後に『アベンジャーズ/インフィニティ・ウォー』の公開日が同日に設定されたため、競合を避けるべく、本作の全米公開が1週間前倒しされることとなった。

## 興行収入
本作は『セックス・トラフィック 悪夢の週末』及び『だめんず・コップ2』と同じ週に封切られ、公開初週末に1300万ドルから1500万ドルを稼ぎ出すと予想されていたが、実際の数字はそれを若干上回るものであった。2018年4月20日、本作は全米3440館で公開され、公開初週末に1603万ドルを稼ぎ出し、週末興行収入ランキング初登場3位となった。

## 評価
本作に対する批評家の評価は伸び悩んでいる。映画批評集積サイトのRotten Tomatoesには122件のレビューがあり、批評家支持率は34%、平均点は10点満点で5.1点となっている。サイト側による批評家の見解の要約は「『アイ・フィール・プリティ! 人生最高のハプニング』にはチャーミングな主役がおり、一見するとコメディの良作に思える。しかし、突然自信を持った主役とは異なり、同作は芯がないという事態に苦しんでいる。」となっている。また、Metacriticには42件のレビューがあり、加重平均値は47/100となっている。なお、本作のシネマスコアはB+となっている。
本作には主人公の体型に関するジョークが多数含まれるが、それがボディ・シェイミングとして機能しているのではないかという批判が多数上がった。『COSMOPOLITAN』は「エイミー・シューマー本人から大柄の女性に至るまで、ありとあらゆる人に対する侮辱である。」と述べている。『ローリング・ストーン』のピーター・トラヴァースは本作に4つ星評価で2つ星を与え、「『体型なんて気にするな』という教訓を含んだ道徳的なエンディングがあるからといって、大柄な体型を揶揄するジョークを放っても良いのだろうか。体型をポジティブに捉えることと体型を揶揄することは両立しうるのか。」と評している。
なお、本作のストーリーが『青春の宿』（1945年）と酷似しているという指摘がある。